# Гранкино (Ливенский район)
Гранкино — деревня в Ливенском районе Орловской области России.
Входит в Здоровецкое сельское поселение.

## География
Расположена севернее села Здоровец (Орловская область) и граничит с ним. Находится на правом берегу реки Лесная Ливенка. Просёлочной дорогой Гранкино связана с деревней Горностаевка, находящейся северо-восточнее.

## Население
| 2010 |
| ---- |
| 32   |